# Costa Rica en la Copa Mundial de Fútbol de 2018
La selección de Costa Rica fue uno de los 32 equipos participantes en la Copa Mundial de Fútbol de 2018, torneo que se llevó a cabo del 14 de junio al 15 de julio en Rusia.

## Clasificación

### Cuarta ronda
| Selección  | Pts. | PJ | PG | PE | PP | GF | GC | Dif |
| ---------- | ---- | -- | -- | -- | -- | -- | -- | --- |
| Costa Rica | 16   | 6  | 5  | 1  | 0  | 11 | 3  | 8   |
| Panamá     | 10   | 6  | 3  | 1  | 2  | 7  | 5  | 2   |
| Haití      | 4    | 6  | 1  | 1  | 4  | 2  | 4  | -2  |
| Jamaica    | 4    | 6  | 1  | 1  | 4  | 2  | 10 | -8  |

| Fecha                   | Lugar            | Local      |                       | Resultado                                                      |                       | Visitante  |
| ----------------------- | ---------------- | ---------- | --------------------- | -------------------------------------------------------------- | --------------------- | ---------- |
| 13 de noviembre de 2015 | San José         | Costa Rica | Bandera de Costa Rica | 1 – 0 Archivado el 7 de abril de 2018 en Wayback Machine.      | Bandera de Haití      | Haití      |
| 17 de noviembre de 2015 | Ciudad de Panamá | Panamá     | Bandera de Panamá     | 1 – 2 Archivado el 22 de diciembre de 2017 en Wayback Machine. | Bandera de Costa Rica | Costa Rica |
| 25 de marzo de 2016     | Kingston         | Jamaica    | Bandera de Jamaica    | 1 – 1 Archivado el 7 de abril de 2018 en Wayback Machine.      | Bandera de Costa Rica | Costa Rica |
| 29 de marzo de 2016     | San José         | Costa Rica | Bandera de Costa Rica | 3 – 0 Archivado el 6 de marzo de 2017 en Wayback Machine.      | Bandera de Jamaica    | Jamaica    |
| 2 de septiembre de 2016 | Puerto Príncipe  | Haití      | Bandera de Haití      | 0 – 1 Archivado el 6 de marzo de 2017 en Wayback Machine.      | Bandera de Costa Rica | Costa Rica |
| 6 de septiembre de 2016 | San José         | Costa Rica | Bandera de Costa Rica | 3 – 1 Archivado el 22 de diciembre de 2017 en Wayback Machine. | Bandera de Panamá     | Panamá     |

### Quinta ronda (Hexagonal final)
| Selección         | Pts | PJ | PG | PE | PP | GF | GC | Dif |
| ----------------- | --- | -- | -- | -- | -- | -- | -- | --- |
| México            | 21  | 10 | 6  | 3  | 1  | 16 | 7  | 9   |
| Costa Rica        | 16  | 10 | 4  | 4  | 2  | 14 | 8  | 6   |
| Panamá            | 13  | 10 | 3  | 4  | 3  | 9  | 10 | -1  |
| Honduras          | 13  | 10 | 3  | 4  | 3  | 13 | 19 | -6  |
| Estados Unidos    | 12  | 10 | 3  | 3  | 4  | 17 | 13 | 4   |
| Trinidad y Tobago | 6   | 10 | 2  | 0  | 8  | 7  | 19 | -12 |

| Fecha                   | Lugar            | Local             |                              | Resultado                                                      |                              | Visitante         |
| ----------------------- | ---------------- | ----------------- | ---------------------------- | -------------------------------------------------------------- | ---------------------------- | ----------------- |
| 11 de noviembre de 2016 | Puerto España    | Trinidad y Tobago | Bandera de Trinidad y Tobago | 0 – 2 Archivado el 6 de marzo de 2017 en Wayback Machine.      | Bandera de Costa Rica        | Costa Rica        |
| 15 de noviembre de 2016 | San José         | Costa Rica        | Bandera de Costa Rica        | 4 – 0 Archivado el 6 de marzo de 2017 en Wayback Machine.      | Bandera de Estados Unidos    | Estados Unidos    |
| 24 de marzo de 2017     | Ciudad de México | México            | Bandera de México            | 2 – 0 Archivado el 24 de noviembre de 2017 en Wayback Machine. | Bandera de Costa Rica        | Costa Rica        |
| 28 de marzo de 2017     | San Pedro Sula   | Honduras          | Bandera de Honduras          | 1 – 1 Archivado el 6 de marzo de 2017 en Wayback Machine.      | Bandera de Costa Rica        | Costa Rica        |
| 8 de junio de 2017      | San José         | Costa Rica        | Bandera de Costa Rica        | 0 – 0 Archivado el 22 de diciembre de 2017 en Wayback Machine. | Bandera de Panamá            | Panamá            |
| 13 de junio de 2017     | San José         | Costa Rica        | Bandera de Costa Rica        | 2 – 1 Archivado el 1 de diciembre de 2017 en Wayback Machine.  | Bandera de Trinidad y Tobago | Trinidad y Tobago |
| 1 de septiembre de 2017 | Harrison         | Estados Unidos    | Bandera de Estados Unidos    | 0 – 2 Archivado el 11 de diciembre de 2017 en Wayback Machine. | Bandera de Costa Rica        | Costa Rica        |
| 5 de septiembre de 2017 | San José         | Costa Rica        | Bandera de Costa Rica        | 1 – 1 Archivado el 30 de noviembre de 2017 en Wayback Machine. | Bandera de México            | México            |
| 7 de octubre de 2017    | San José         | Costa Rica        | Bandera de Costa Rica        | 1 – 1 Archivado el 10 de diciembre de 2017 en Wayback Machine. | Bandera de Honduras          | Honduras          |
| 10 de octubre de 2017   | Ciudad de Panamá | Panamá            | Bandera de Panamá            | 2 – 1 Archivado el 1 de diciembre de 2017 en Wayback Machine.  | Bandera de Costa Rica        | Costa Rica        |

### Goleadores
| Jugador           | Goles | Asistencias | Minuto | PJ |
| ----------------- | ----- | ----------- | ------ | -- |
| Christian Bolaños | 4     | 3           | 850    | 14 |
| Marco Ureña       | 4     | -           | 831    | 14 |
| Johan Venegas     | 3     | 1           | 690    | 13 |
| Bryan Ruiz        | 3     | 3           | 1283   | 15 |
| Ronald Matarrita  | 2     | 1           | 764    | 10 |
| Kendall Waston    | 2     | 1           | 1013   | 12 |
| Joel Campbell     | 2     | -           | 723    | 12 |
| Johnny Acosta     | 1     | -           | -      | -  |
| Randall Azofeifa  | 1     | -           | -      | -  |
| Celso Borges      | 1     | -           | -      | -  |
| Francisco Calvo   | 1     | -           | -      | -  |
| Cristian Gamboa   | 1     | -           | -      | -  |

## Preparación

### Amistosos previos
| 11 de noviembre de 2017 | España                                                                       | 5:0 (2:0) | Costa Rica | Estadio La Rosaleda, Málaga         |                                     |
|                         | Jordi Alba 5' · Álvaro Morata 22' · David Silva 50' 54' · Andrés Iniesta 72' |           |            | Árbitro(s): Anastasios Sidiropoulos | Árbitro(s): Anastasios Sidiropoulos |

| 14 de noviembre de 2017 | Hungría             | 1:0 (1:0) | Costa Rica | Groupama Arena, Budapest     |                              |
|                         | Nemanja Nikolić 36' |           |            | Árbitro(s): Alexander Harkam | Árbitro(s): Alexander Harkam |

| 23 de marzo de 2018 | Escocia | 0:1 (0:1) | Costa Rica      | Hampden Park, Glasgow      |                            |
|                     |         |           | Marco Ureña 14' | Árbitro(s): Tobias Stieler | Árbitro(s): Tobias Stieler |

| 27 de marzo de 2018 | Túnez            | 1:0 (1:0) | Costa Rica | Allianz Riviera, Niza       |                             |
|                     | Wahbi Khazri 36' |           |            | Árbitro(s): Frank Schneider | Árbitro(s): Frank Schneider |

| 3 de junio de 2018 | Costa Rica                                                  | 3:0 (2:0) | Irlanda del Norte | Estadio Nacional, San José           |                                      |
|                    | Johan Venegas 30' · Joel Campbell 46' · Francisco Calvo 66' |           |                   | Árbitro(s): Fernando Hernández Gómez | Árbitro(s): Fernando Hernández Gómez |

| 7 de junio de 2018 | Inglaterra                              | 2:0 (1:0) | Costa Rica | Elland Road, Leeds          |                             |
|                    | Marcus Rashford 13' · Danny Welbeck 76' |           |            | Árbitro(s): Hiroyuki Kimura | Árbitro(s): Hiroyuki Kimura |

| 11 de junio de 2018 | Bélgica                                                         | 4:1 (2:1) | Costa Rica     | Estadio Rey Balduino, Heysel |                            |
|                     | Dries Mertens 31' · Romelu Lukaku 42' 50' · Michy Batshuayi 64' |           | Bryan Ruiz 24' | Árbitro(s): Ovidiu Haţegan   | Árbitro(s): Ovidiu Haţegan |

## Lista de convocados
Técnico:  Óscar Ramírez
| No. | Pos. | Jugador            | Fecha de nacimiento (edad)        | Apa. | Goles | Club                       |
| --- | ---- | ------------------ | --------------------------------- | ---- | ----- | -------------------------- |
| 1   | POR  | Keylor Navas       | 15 de diciembre de 1986 (31 años) | 80   | 0     | Real Madrid                |
| 2   | DEF  | Johnny Acosta      | 21 de julio de 1983 (34 años)     | 68   | 2     | Águilas Doradas            |
| 3   | DEF  | Giancarlo González | 8 de febrero de 1988 (30 años)    | 69   | 2     | Bologna                    |
| 4   | DEF  | Ian Smith          | 6 de marzo de 1998 (20 años)      | 3    | 0     | IFK Norrköping             |
| 5   | MED  | Celso Borges       | 27 de mayo de 1988 (30 años)      | 112  | 21    | Deportivo La Coruña        |
| 6   | DEF  | Óscar Duarte       | 3 de junio de 1989 (29 años)      | 38   | 2     | Español                    |
| 7   | MED  | Christian Bolaños  | 17 de mayo de 1984 (34 años)      | 80   | 6     | Deportivo Saprissa         |
| 8   | DEF  | Bryan Oviedo       | 18 de febrero de 1990 (28 años)   | 43   | 1     | Sunderland                 |
| 9   | MED  | Daniel Colindres   | 10 de enero de 1985 (33 años)     | 11   | 0     | Deportivo Saprissa         |
| 10  | MED  | Bryan Ruiz         | 18 de agosto de 1985 (32 años)    | 109  | 23    | Sporting de Lisboa         |
| 11  | DEL  | Johan Venegas      | 27 de noviembre de 1988 (29 años) | 46   | 10    | Deportivo Saprissa         |
| 12  | DEL  | Joel Campbell      | 26 de junio de 1992 (25 años)     | 76   | 15    | Real Betis                 |
| 13  | MED  | Rodney Wallace     | 17 de junio de 1988 (29 años)     | 30   | 4     | New York City              |
| 14  | MED  | Randall Azofeifa   | 30 de diciembre de 1984 (33 años) | 57   | 3     | Herediano                  |
| 15  | DEF  | Francisco Calvo    | 8 de julio de 1992 (25 años)      | 37   | 4     | Minnesota United           |
| 16  | DEF  | Cristian Gamboa    | 24 de octubre de 1989 (28 años)   | 67   | 3     | Celtic                     |
| 17  | MED  | Yeltsin Tejeda     | 17 de marzo de 1992 (26 años)     | 50   | 0     | Lausanne-Sport             |
| 18  | POR  | Patrick Pemberton  | 24 de abril de 1982 (36 años)     | 39   | 0     | Liga Deportiva Alajuelense |
| 19  | DEF  | Kendall Waston     | 1 de enero de 1988 (30 años)      | 26   | 3     | Vancouver Whitecaps        |
| 20  | MED  | David Guzmán       | 18 de febrero de 1990 (28 años)   | 42   | 0     | Portland Timbers           |
| 21  | DEL  | Marco Ureña        | 5 de marzo de 1990 (28 años)      | 63   | 15    | Los Angeles FC             |
| 22  | DEF  | Kenner Gutiérrez   | 9 de junio de 1989 (29 años)      | 9    | 0     | Liga Deportiva Alajuelense |
| 23  | POR  | Leonel Moreira     | 2 de abril de 1990 (28 años)      | 9    | 0     | Herediano                  |

## Participación

### Primera fase
| Selección  | Pts | PJ | PG | PE | PP | GF | GC | Dif |
| ---------- | --- | -- | -- | -- | -- | -- | -- | --- |
| Brasil     | 7   | 3  | 2  | 1  | 0  | 5  | 1  | 4   |
| Suiza      | 5   | 3  | 1  | 2  | 0  | 5  | 4  | 1   |
| Serbia     | 3   | 3  | 1  | 0  | 2  | 2  | 4  | -2  |
| Costa Rica | 1   | 3  | 0  | 1  | 2  | 2  | 5  | -3  |

#### Costa Rica vs. Serbia
| 17 de junio de 2018, 16:00 (UTC+4) | Costa Rica | 0:1 (0:0) | Serbia      | Samara Arena, Samara                                        |                                                             |
|                                    |            | Reporte   | Kolarov 56' | Asistencia: 41 432 espectadores Árbitro(s): Malang Diedhiou | Asistencia: 41 432 espectadores Árbitro(s): Malang Diedhiou |

|  |  |

| GK            | 1  | Keylor Navas       |     |     |
| SW            | 3  | Giancarlo González |     |     |
| CB            | 2  | Johnny Acosta      |     |     |
| CB            | 6  | Óscar Duarte       |     |     |
| RWB           | 16 | Cristian Gamboa    |     |     |
| LWB           | 15 | Francisco Calvo    | 22' |     |
| CM            | 20 | David Guzmán       | 56' | 73' |
| CM            | 5  | Celso Borges       |     |     |
| RW            | 11 | Johan Venegas      |     | 60' |
| LW            | 10 | Bryan Ruiz         |     |     |
| CF            | 21 | Marco Ureña        |     | 66' |
| Cambios:      |    |                    |     |     |
| MF            | 7  | Christian Bolaños  |     | 60' |
| FW            | 12 | Joel Campbell      |     | 66' |
| MF            | 9  | Daniel Colindres   |     | 73' |
| Entrenador:   |    |                    |     |     |
| Óscar Ramírez |    |                    |     |     |

| GK              | 1  | Vladimir Stojković      |       |     |
| RB              | 6  | Branislav Ivanović      | 59'   |     |
| CB              | 15 | Nikola Milenković       |       |     |
| CB              | 3  | Duško Tošić             |       |     |
| LB              | 11 | Aleksandar Kolarov      |       |     |
| CM              | 21 | Nemanja Matić           |       |     |
| CM              | 4  | Luka Milivojević        |       |     |
| RW              | 10 | Dušan Tadić             |       | 83' |
| AM              | 20 | Sergej Milinković-Savić |       |     |
| LW              | 22 | Adem Ljajić             |       | 70' |
| CF              | 9  | Aleksandar Mitrović     |       | 90' |
| Cambios:        |    |                         |       |     |
| MF              | 17 | Filip Kostić            |       | 70' |
| DF              | 2  | Antonio Rukavina        |       | 83' |
| FW              | 8  | Aleksandar Prijović     | 90+8' | 90' |
| Entrenador:     |    |                         |       |     |
| Mladen Krstajić |    |                         |       |     |

| Jugador del Partido: Aleksandar Kolarov Árbitros asistentes: Djibril Camara El Hadji Samba Cuarto árbitro: Bamlak Tessema Weyesa Quinto árbitro: Tikhon Kalugin Árbitro asistente de video: Clément Turpin Árbitros asistentes del árbitro asistente de video: Paweł Gil Cyril Gringore Artur Soares Dias |

#### Brasil vs. Costa Rica
| 22 de junio de 2018, 15:00 (UTC+3) | Brasil                        | 2:0 (0:0) | Costa Rica | Zenit Arena, San Petersburgo                              |                                                           |
|                                    | Coutinho 90+1' · Neymar 90+7' | Reporte   |            | Asistencia: 64 468 espectadores Árbitro(s): Björn Kuipers | Asistencia: 64 468 espectadores Árbitro(s): Björn Kuipers |

|  |  |

| GK          | 1  | Alisson           |     |       |
| RB          | 22 | Fagner            |     |       |
| CB          | 2  | Thiago Silva      |     |       |
| CB          | 3  | Miranda           |     |       |
| LB          | 12 | Marcelo           |     |       |
| CM          | 5  | Casemiro          |     |       |
| CM          | 15 | Paulinho          |     | 68'   |
| RW          | 19 | Willian           |     | 46'   |
| AM          | 11 | Philippe Coutinho | 81' |       |
| LW          | 10 | Neymar            | 81' |       |
| CF          | 9  | Gabriel Jesus     |     | 90+3' |
| Cambios:    |    |                   |     |       |
| FW          | 7  | Douglas Costa     |     | 46'   |
| FW          | 20 | Roberto Firmino   |     | 68'   |
| MF          | 17 | Fernandinho       |     | 90+3' |
| Entrenador: |    |                   |     |       |
| Tite        |    |                   |     |       |

| GK            | 1  | Keylor Navas       |     |     |
| SW            | 2  | Johnny Acosta      | 84' |     |
| CB            | 3  | Giancarlo González |     |     |
| CB            | 6  | Óscar Duarte       |     |     |
| RWB           | 16 | Cristian Gamboa    |     | 75' |
| LWB           | 8  | Bryan Oviedo       |     |     |
| CM            | 20 | David Guzmán       |     | 83' |
| CM            | 5  | Celso Borges       |     |     |
| RW            | 11 | Johan Venegas      |     |     |
| LW            | 10 | Bryan Ruiz         |     |     |
| CF            | 21 | Marco Ureña        |     | 54' |
| Cambios:      |    |                    |     |     |
| MF            | 7  | Christian Bolaños  |     | 54' |
| DF            | 15 | Francisco Calvo    |     | 75' |
| MF            | 17 | Yeltsin Tejeda     |     | 83' |
| Entrenador:   |    |                    |     |     |
| Óscar Ramírez |    |                    |     |     |

| Jugador del Partido: Philippe Coutinho Árbitros asistentes: Sander van Roekel Erwin Zeinstra Cuarto árbitro: Damir Skomina Quinto árbitro: Jure Praprotnik Árbitro asistente de video: Danny Makkelie Árbitros asistentes del árbitro asistente de video: Artur Soares Dias Joe Fletcher Mark Geiger |

#### Suiza vs. Costa Rica
| 27 de junio de 2018, 21:00 (UTC+3) | Suiza                    | 2:2 (1:0) | Costa Rica                       | Estadio de Nizhni Nóvgorod, Nizhni Nóvgorod                |                                                            |
|                                    | Džemaili 31' · Drmić 88' | Reporte   | Waston 56' · Sommer 90+3' (a.g.) | Asistencia: 43 319 espectadores Árbitro(s): Clément Turpin | Asistencia: 43 319 espectadores Árbitro(s): Clément Turpin |

|  |  |

| GK                | 1  | Yann Sommer          |     |     |
| RB                | 2  | Stephan Lichtsteiner | 37' |     |
| CB                | 22 | Fabian Schär         | 83' |     |
| CB                | 5  | Manuel Akanji        |     |     |
| LB                | 13 | Ricardo Rodríguez    |     |     |
| CM                | 11 | Valon Behrami        |     | 60' |
| CM                | 10 | Granit Xhaka         |     |     |
| RW                | 23 | Xherdan Shaqiri      |     | 81' |
| AM                | 15 | Blerim Džemaili      |     |     |
| LW                | 7  | Breel Embolo         |     |     |
| CF                | 18 | Mario Gavranović     |     | 69' |
| Cambios:          |    |                      |     |     |
| MF                | 17 | Denis Zakaria        | 75' | 60' |
| FW                | 19 | Josip Drmić          |     | 69' |
| DF                | 6  | Michael Lang         |     | 81' |
| Entrenador:       |    |                      |     |     |
| Vladimir Petković |    |                      |     |     |

| GK            | 1  | Keylor Navas       |     |       |
| SW            | 3  | Giancarlo González |     |       |
| CB            | 2  | Johnny Acosta      |     |       |
| CB            | 19 | Kendall Waston     | 89' |       |
| RWB           | 16 | Cristian Gamboa    | 11' | 90+3' |
| LWB           | 8  | Bryan Oviedo       |     |       |
| CM            | 5  | Celso Borges       |     |       |
| CM            | 20 | David Guzmán       |     | 90+1' |
| RW            | 9  | Daniel Colindres   |     | 81'   |
| LW            | 10 | Bryan Ruiz         |     |       |
| CF            | 12 | Joel Campbell      | 29' |       |
| Cambios:      |    |                    |     |       |
| MF            | 13 | Rodney Wallace     |     | 81'   |
| MF            | 14 | Randall Azofeifa   |     | 90+1' |
| DF            | 4  | Ian Smith          |     | 90+3' |
| Entrenador:   |    |                    |     |       |
| Óscar Ramírez |    |                    |     |       |

| Jugador del Partido: Blerim Džemaili Árbitros asistentes: Nicolas Danos Cyril Gringore Cuarto árbitro: Norbert Hauata Quinto árbitro: Bertrand Brial Árbitro asistente de video: Felix Zwayer Árbitros asistentes del árbitro asistente de video: Bastian Dankert Mark Borsch Szymon Marciniak |